# Kościół św. Mikołaja i św. Marii Magdaleny w Miejskiej Górce
Kościół Świętego Mikołaja i Anny w Miejskiej Górce – rzymskokatolicki kościół parafialny w mieście Miejska Górka. Należy do dekanatu rawickiego. Mieści się przy ulicy Sikorskiego.

## Historia
Wspomniany po raz pierwszy w 1450 roku. Został wybudowany przez słynną rodzinę wielkopolską Górków, od której Miejska Górka wzięła swoją nazwę.
Po zniszczeniu świątyni przez Szwedów w 1655 roku, nowe ołtarze, ufundowane przez Jana Opalińskiego, ówczesnego właściciela miasta, zostały poświęcone przez Wojciecha Tolibowskiego, biskupa poznańskiego. 
W 1787 pożar zniszczył świątynię, zabudowania plebanii oraz większą część miasta. Kościół został odbudowany i stoi do dzisiaj.
5 stycznia 2011 doszło do kolejnego pożaru. Spłonęło prezbiterium i elementy konstrukcji dachowej.
Budowla jest murowana i reprezentuje architekturę późnogotycką. W 2008 została gruntownie wyremontowana.

## Organy
Organy zostały wybudowane w 2012 roku, po pożarze kościoła w 2011 roku. Po tym pożarze doszczętnie spłonął ówczesny instrument, a metalowe piszczałki stopiły się w wyniku wysokiej temperatury. Dawniejsze organy zbudowała w 1888 roku firma braci Walter z Góry. Odbudowy dokonała firma organmistrzowska Jana Drozdowicza z Poznania. Odrestaurowano szafę organową, a mazerunek wykonano pod okiem konserwatora Ryszarda Gulczyńskiego.
Obecny instrument posiada trakturę mechaniczną. Powietrze dostarczają dwa miechy. Organy obsługują 4 wiatrownice. Kontuar został odwrócony i wmontowany w szafę organową. 
Dyspozycja instrumentu:
| Manuał I         | Manuał II           | Pedał               |
| ---------------- | ------------------- | ------------------- |
| 1. Pommer 16’    | 1. Flöte 8’         | 1. Subbas 16’       |
| 2. Principal 8’  | 2. Gemmshorn 8’     | 2. Octavbass 8’     |
| 3. Gedeckt 8’    | 3. Principal 4’     | 3. Flötbass 8’      |
| 4. Oktave 4’     | 4. Klein Gedeckt 4’ | 4. Choralbass 4’+2’ |
| 5. Hohlflöte 4’  | 5. Quinte 2 2/3’    | 5. Trompet 4’       |
| 6. Quinte 2 2/3’ | 6. Waldflöte 2’     | 6. Fagott 16’       |
| 7. Rohrflöte 2’  | 7. Schwiegel 2’     |                     |
| 8. Mixtur 4 f.   | 8. Terz 1 3/5’      |                     |
| 9. Trompete 8’   | 9. Zymbel 4 f.      |                     |
|                  | 10. Krummhorn 8’    |                     |